# Pallacanestro Olimpia Milano 2011-2012
Questa voce raccoglie le informazioni riguardanti la Pallacanestro Olimpia Milano nelle competizioni ufficiali della stagione 2011-2012.

## Verdetti stagionali
Competizioni nazionali
- Serie A:

stagione regolare: 2º posto su 16 squadre (22-10);
playoff: finale contro la Montepaschi Siena (1-4);
- Coppa Italia:

semifinale contro la Montepaschi Siena;
Competizioni europee
- Eurolega

partecipazione alla Regular Season
eliminata al termine della Top 16

## Stagione
La stagione 2011-2012 dell'Olimpia Milano, sponsorizzata EA7 Emporio Armani, è la 79ª in Serie A e prende parte all'Euroleague Basketball 2011-2012.
A giugno 2011 viene nominato coach Sergio Scariolo, commissario tecnico della Nazionale spagnola di pallacanestro. Con il roster ampiamente rinnovato vengono affrontate le competizioni internazionali e nazionali. In Euroleague Milano supera la regular season ed approda alle Top16, ma non supera il turno.
Nella final eight di Coppa Italia disputata a Torino viene eliminata in semifinale da Siena che poi vincerà il trofeo che la sarà comunque revocato.
In campionato giunge seconda nella regular season dietro Siena. Nei play off elimina Venezia e Pesaro e disputa la 3ª finale in 4 anni, sempre contro Siena, venendo sconfitta per 4-1.
Il titolo vinto dalla squadra toscana è stato in seguito revocato dal tribunale federale della FIP il 7 ottobre 2016..
Nella stagione vengono schierati due importanti giocatori per la storia della società: a seguito del Lockout NBA Danilo Gallinari torna a vestire la maglia milanese per alcune partite fra ottobre e novembre 2011 mentre a gennaio 2012, proveniente da Treviso, si aggiunge al roster il futuro capitano Alessandro Gentile.

## Organigramma societario
Area tecnica
- Allenatore:  Sergio Scariolo
- Assistenti:  Fabrizio Frates Alberto Rossini e Mario Fioretti
- Preparatore Fisico:Massimo Annoni
- Resp. Staff Medico: Marco Bigoni
- Medici Sociali: Gabriele Cirillo e Diego Gaddi
- Fisioterapisti: Claudio Lomma e Massimo Simonetta
- Osteopata: Andrea MANZOTTI

Dirigenza
- Presidente Livio Proli
- Amministratore Delegato:	Gianluca PASCUCCI
- General Manager:	Gianluca PASCUCCI
- Team Manager:	Paolo AVANTAGGIATO
- Resp. Comunicazione e Stampa:	Flavio SUARDI
- Marketing ed Eventi:	Carmen DIPALMA
- Resp. Servizi Centrali e Biglietteria:	Giorgio SCOPECE
- Segreteria e biglietteria:	Serena RICHELLI
- Addetto agli Arbitri:	Gianluca SOLANI
- Resp. sito Internet:	Flavio SUARDI
- Resp. Organizzativo Sett. Giovanile:	Mario BRIOSCHI
- Resp. Tecnico Sett. Giovanile:	Marco GANDINI
- Resp. Statistiche Lega:	Renato BOCCOTTI
- Resp. Armani Junior Program:	Paolo MONGUZZI
- Basketball Operations:	Filippo LEONI
- Scouting Department:	Simone CASALI
- Consulente fotografico:	Claudio SCACCINI
- Speaker: Massimo Miccoli

## Roster
| Giocatori |
| --------- |

|    | Naz.                                           | Ruolo | Sportivo            | Anno | Alt. | Peso | Note  |
| -- | ---------------------------------------------- | ----- | ------------------- | ---- | ---- | ---- | ----- |
| 5  | Italia (bandiera)                              | P     | Jacopo Giachetti    | 1983 | 190  | 82   |       |
| 6  | Italia (bandiera)                              | A     | Stefano Mancinelli  | 1983 | 203  | 97   |       |
| 7  | Stati Uniti (bandiera)                         | AP    | Malik Hairston      | 1987 | 198  | 100  |       |
| 9  | Grecia (bandiera)                              | AG    | Antōnīs Fōtsīs      | 1981 | 209  | 113  |       |
| 10 | Stati Uniti (bandiera) · Montenegro (bandiera) | P     | Omar Cook           | 1982 | 185  | 86   |       |
| 12 | Stati Uniti (bandiera) · Italia (bandiera)     | AC    | Richard Mason Rocca | 1977 | 202  | 98   | [ 4 ] |
| 14 | Argentina (bandiera) · Italia (bandiera)       | P     | Ariel Filloy        | 1987 | 190  | 88   |       |
| 15 | Grecia (bandiera)                              | C     | Iōannīs Mpourousīs  | 1983 | 213  | 127  |       |
| 18 | Italia (bandiera)                              | AC    | Nicolò Melli        | 1991 | 206  | 105  |       |
| 43 | Croazia (bandiera)                             | C     | Leon Radošević      | 1990 | 209  | 100  |       |

| Giocatori ingaggiati a stagione in corso |
| ---------------------------------------- |

|    | Naz.                                                     | Ruolo | Sportivo           | Anno | Alt. | Peso |  |
| -- | -------------------------------------------------------- | ----- | ------------------ | ---- | ---- | ---- |  |
| 25 | Italia (bandiera)                                        | GA    | Alessandro Gentile | 1992 | 200  | 104  |  |
| 22 | Stati Uniti (bandiera) · Bosnia ed Erzegovina (bandiera) | PG    | J.R. Bremer        | 1980 | 188  | 89   |  |
|    | Argentina (bandiera) · Italia (bandiera)                 | P     | Juan Fernández     | 1990 | 193  | 88   |  |
| 13 | Stati Uniti (bandiera)                                   | PG    | Justin Dentmon     | 1985 | 183  | 84   |  |

| Giocatori rilasciati a stagione in corso |
| ---------------------------------------- |

|    | Naz.                                       | Ruolo | Sportivo         | Anno | Alt. | Peso |  |
| -- | ------------------------------------------ | ----- | ---------------- | ---- | ---- | ---- |  |
| 8  | Italia (bandiera)                          | AP    | Danilo Gallinari | 1988 | 208  | 102  |  |
| 20 | Stati Uniti (bandiera) · Italia (bandiera) | AP    | Jeff Viggiano    | 1984 | 196  | 92   |  |
| 11 | Stati Uniti (bandiera)                     | PG    | Drew Nicholas    | 1981 | 191  | 80   |  |

## Mercato

### Sessione estiva
| Acquisti | Acquisti           | Acquisti        | Acquisti      | Acquisti |
| R.       | Nome               | da              | Modalità      |          |
| -------- | ------------------ | --------------- | ------------- | -------- |
| P        | Jacopo Giachetti   | Virtus Roma     | definitivo    |          |
| AP       | Malik Hairston     | Mens Sana Siena | definitivo    |          |
| AP       | Danilo Gallinari   | Denver Nuggets  | definitivo    |          |
| AP       | Jeff Viggiano      | Pall. Biella    | definitivo    |          |
| AG       | Antōnīs Fōtsīs     | Panathīnaïkos   | definitivo    |          |
| AG       | Nicolò Melli       | V.L. Pesaro     | fine prestito |          |
| C        | Leon Radošević     | Cibona Zagabria | definitivo    |          |
| C        | Iōannīs Mpourousīs | Olympiakos      | definitivo    |          |
| P        | Omar Cook          | Valencia        | definitivo    |          |
| G        | Drew Nicholas      | Panathīnaïkos   | definitivo    |          |
| P        | Ariel Filloy       | Pistoia Basket  | fine prestito |          |
| ALL      | Sergio Scariolo    | Free agent      | definitivo    |          |
| ALL      | Alberto Rossini    | Jesi Academy    | definitivo    |          |
| ALL      | Fabrizio Frates    | Pall. Reggiana  | definitivo    |          |

| Cessioni | Cessioni              | Cessioni           | Cessioni       | Cessioni |
| R.       | Nome                  | a                  | Modalità       |          |
| -------- | --------------------- | ------------------ | -------------- | -------- |
| G        | Marco Mordente        | Virtus Roma        | fine contratto |          |
| G        | Coby Karl             | Sutor Montegranaro | fine contratto |          |
| P        | Lynn Greer            | UNICS Kazan'       | fine contratto |          |
| AP       | Jonas Mačiulis        | Free agent         | fine contratto |          |
| C        | Oleksij Pečerov       | Azov. Mariupol'    | fine contratto |          |
| C        | Marijonas Petravičius | Azov. Mariupol'    | fine contratto |          |
| P        | Ibrahim Jaaber        | Free agent         | rescissione    |          |
| A        | Gabriele Ganeto       | Pall. Varese       | fine contratto |          |
| AP       | David Hawkins         | Beşiktaş           | fine contratto |          |
| ALL      | Dan Peterson          |                    | ritirato       |          |

### Dopo l'inizio della stagione
| Acquisti | Acquisti           | Acquisti      | Acquisti         | Acquisti   |
| R.       | Nome               | da            | Data             | Modalità   |
| -------- | ------------------ | ------------- | ---------------- | ---------- |
| GA       | Alessandro Gentile | Pall. Treviso | 20 dicembre 2011 | definitivo |
| PG       | J.R. Bremer        | Fenerbahçe    | 26 gennaio 2012  | definitivo |
| P        | Juan Fernández     | Temple Owls   | 13 aprile 2012   | definitivo |
| PG       | Justin Dentmon     | Free agent    | 15 maggio 2012   | definitivo |

| Cessioni | Cessioni         | Cessioni       | Cessioni         | Cessioni       |
| R.       | Nome             | a              | Data             | Modalità       |
| -------- | ---------------- | -------------- | ---------------- | -------------- |
| AP       | Danilo Gallinari | Denver Nuggets | 7 dicembre 2011  | fine contratto |
| AP       | Jeff Viggiano    | Pall. Treviso  | 20 dicembre 2011 | rescissione    |
| G        | Drew Nicholas    | Free agent     | 15 gennaio 2012  | rescissione    |

## Risultati

### Serie A

#### Stagione regolare

##### Girone d'andata
| Arbitri: | Sabetta Lo Guzzo Bartoli |

|                 |            |                 |
| Sergio Scariolo | Allenatori | Carlo Recalcati |

| Arbitri: | Cerebuch Tola Capurro |

|               |            |                 |
| Luca Dalmonte | Allenatori | Sergio Scariolo |

| Arbitri: | Chiari Mattioli Pinto |

|                 |            |                    |
| Sergio Scariolo | Allenatori | Alessandro Finelli |

| Arbitri: | Lamonica Lanzarini Weidmann |

|               |            |                 |
| Meo Sacchetti | Allenatori | Sergio Scariolo |

| Arbitri: | Sabetta Lo Guzzo Gori |

|              |            |                 |
| Marco Crespi | Allenatori | Sergio Scariolo |

| Arbitri: | Facchini Cerebuch Filippini |

|                 |            |                   |
| Sergio Scariolo | Allenatori | Simone Pianigiani |

| Arbitri: | Lamonica Giansanti Gori |

|                    |            |                 |
| Stefano Sacripanti | Allenatori | Sergio Scariolo |

| Arbitri: | Cicoria Weidmann Baldini |

|                 |            |              |
| Sergio Scariolo | Allenatori | Attilio Caja |

| Arbitri: | Taurino Chiari Provini |

|               |            |                 |
| Andrea Mazzon | Allenatori | Sergio Scariolo |

| Arbitri: | Giansanti Lo Guzzo Terreni |

|                 |            |               |
| Sergio Scariolo | Allenatori | Giorgio Valli |

| Arbitri: | Lamonica Pozzana Aronne |

|                   |            |                 |
| Andrea Trinchieri | Allenatori | Sergio Scariolo |

| Arbitri: | Cerebuch Sardella Vicino |

|                 |            |                   |
| Sergio Scariolo | Allenatori | Francesco Vitucci |

| Arbitri: | Facchini Lanzarini Provini |

|                 |            |            |
| Sergio Scariolo | Allenatori | Lino Lardo |

| Arbitri: | Chiari Taurino Capurro |

|                    |            |                 |
| Alessandro Ramagli | Allenatori | Sergio Scariolo |

| Arbitri: | Mattioli Tola Caiazza |

|                 |            |                     |
| Sergio Scariolo | Allenatori | Aleksandar Đorđević |

| Arbitri: | Sabetta Seghetti Pinto |

|                     |            |                 |
| Massimo Cancellieri | Allenatori | Sergio Scariolo |

##### Girone di ritorno
| Arbitri: | Sahin Lo Guzzo Vicino |

|                 |            |                 |
| Carlo Recalcati | Allenatori | Sergio Scariolo |

| Arbitri: | Lamonica Giansanti Gori |

|                 |            |               |
| Sergio Scariolo | Allenatori | Luca Dalmonte |

| Arbitri: | Chiari Pozzana Caiazza |

|                    |            |                 |
| Alessandro Finelli | Allenatori | Sergio Scariolo |

| Arbitri: | Paternicò Weidmann Biggi |

|                 |            |               |
| Sergio Scariolo | Allenatori | Meo Sacchetti |

| Arbitri: | Cerebuch Filippini Vicino |

|                 |            |                  |
| Sergio Scariolo | Allenatori | Andrea Valentini |

| Arbitri: | Sahin Taurino Mattioli |

|                   |            |                 |
| Simone Pianigiani | Allenatori | Sergio Scariolo |

| Arbitri: | Tola Lanzarini Barni |

|                 |            |                    |
| Sergio Scariolo | Allenatori | Stefano Sacripanti |

| Arbitri: | Cerebuch Sardella Bettini |

|              |            |                 |
| Attilio Caja | Allenatori | Sergio Scariolo |

| Arbitri: | Pozzana Giansanti Provini |

|                 |            |               |
| Sergio Scariolo | Allenatori | Andrea Mazzon |

| Arbitri: | Sahin Duranti Terreni |

|               |            |                 |
| Giorgio Valli | Allenatori | Sergio Scariolo |

| Arbitri: | Cicoria Begnis Biggi |

|                 |            |                   |
| Sergio Scariolo | Allenatori | Andrea Trinchieri |

| Arbitri: | Facchini Lo Guzzo Lanzarini |

|                   |            |                 |
| Francesco Vitucci | Allenatori | Sergio Scariolo |

| Arbitri: | Lamonica Seghetti Bettini |

|               |            |                 |
| Marco Calvani | Allenatori | Sergio Scariolo |

| Arbitri: | Mattioli Pozzana Aronne |

|                 |            |                    |
| Sergio Scariolo | Allenatori | Alessandro Ramagli |

| Arbitri: | Cerebuch Filippini Ramilli |

|                     |            |                 |
| Aleksandar Đorđević | Allenatori | Sergio Scariolo |

| Arbitri: | Giansanti Sardella Caiazza |

|                 |            |                     |
| Sergio Scariolo | Allenatori | Massimo Cancellieri |

#### Play-off

##### Quarti di finale
| Arbitri: | Giampaolo Cicoria Saverio Lanzarini Alessandro Vicino |

|                 |            |                   |
| Radošević 18    | Punti      | 13 Rosselli       |
| Cook 5          | Assist     | 2 tre giocatori   |
| Fōtsīs 8        | Rimbalzi   | 4 Szewczyk, Bryan |
| Sergio Scariolo | Allenatori | Andrea Mazzon     |

| Arbitri: | Fabio Facchini Dino Seghetti Massimiliano Filippini |

|                 |            |               |
| Mpourousīs 20   | Punti      | 21 Young      |
| Cook 5          | Assist     | 5 Bowers      |
| Fōtsīs 12       | Rimbalzi   | 6 Bryan       |
| Sergio Scariolo | Allenatori | Andrea Mazzon |

| Arbitri: | Luigi Lamonica Carmelo Lo Guzzo Gabriele Bettini |

|               |            |                 |
| Clark 20      | Punti      | 20 Hairston     |
| Clark 6       | Assist     | 6 Cook          |
| Rosselli 8    | Rimbalzi   | 8 Mpourousīs    |
| Andrea Mazzon | Allenatori | Sergio Scariolo |

##### Semifinale
| Arbitri: | Tolga Sahin Enrico Sabetta Carmelo Lo Guzzo |

|                 |            |               |
| Hairston 16     | Punti      | 18 White      |
| Cook 6          | Assist     | 4 White       |
| Melli 7         | Rimbalzi   | 8 Jones       |
| Sergio Scariolo | Allenatori | Luca Dalmonte |

| Arbitri: | Guerrino Cerebuch Carmelo Paternicò Dino Seghetti |

|                 |            |               |
| Mpourousīs 18   | Punti      | 20 Hackett    |
| Cook 5          | Assist     | 3 Hickman     |
| Mpourousīs 7    | Rimbalzi   | 7 Jones       |
| Sergio Scariolo | Allenatori | Luca Dalmonte |

| Arbitri: | Luigi Lamonica Mauro Pozzana Alessandro Vicino |

|                    |            |                      |
| Hickman 20         | Punti      | 15 Cook              |
| Hackett, Hickman 4 | Assist     | 4 Cook               |
| Cusin 9            | Rimbalzi   | 6 Gentile, Radošević |
| Luca Dalmonte      | Allenatori | Sergio Scariolo      |

| Arbitri: | Fabio Facchini Saverio Lanzarini Gabriele Bettini |

|               |            |                   |
| White 14      | Punti      | 17 Fōtsīs         |
| Hackett 3     | Assist     | 5 Cook            |
| Cusin 9       | Rimbalzi   | 7 Hairston, Melli |
| Luca Dalmonte | Allenatori | Sergio Scariolo   |

##### Finale
| Arbitri: | Fabio Facchini Paolo Taurino Gianluca Mattioli |

|                   |            |                 |
| McCalebb 25       | Punti      | 15 Hairston     |
| McCalebb 5        | Assist     | 4 Gentile       |
| Lavrinovič 8      | Rimbalzi   | 6 Hairston      |
| Simone Pianigiani | Allenatori | Sergio Scariolo |

| Arbitri: | Luigi Lamonica Enrico Sabetta Roberto Chiari |

|                   |            |                 |
| McCalebb 21       | Punti      | 9 Gentile       |
| McCalebb 5        | Assist     | 3 Hairston      |
| Lavrinovič 8      | Rimbalzi   | 8 Melli         |
| Simone Pianigiani | Allenatori | Sergio Scariolo |

| Arbitri: | Guerrino Cerebuch Tolga Sahin Roberto Begnis |

|                 |            |                   |
| Hairston 25     | Punti      | 17 Lavrinovič     |
| Gentile, Cook 5 | Assist     | 5 McCalebb        |
| Gentile 7       | Rimbalzi   | 7 McCalebb        |
| Sergio Scariolo | Allenatori | Simone Pianigiani |

| Arbitri: | Giampaolo Cicoria Carmelo Paternicò Saverio Lanzarini |

|                      |            |                                |
| Mpourousīs 19        | Punti      | 18 McCalebb                    |
| Mancinelli, Bremer 7 | Assist     | 2 McCalebb, Andersen, Kaukėnas |
| Mancinelli 6         | Rimbalzi   | 5 Ress                         |
| Sergio Scariolo      | Allenatori | Simone Pianigiani              |

| Arbitri: | Fabio Facchini Roberto Chiari Luca Weidmann |

|                   |            |                 |
| Lavrinovič 22     | Punti      | 18 Mpourousīs   |
| Andersen 3        | Assist     | 5 Cook          |
| Lavrinovič 7      | Rimbalzi   | 6 Mpourousīs    |
| Simone Pianigiani | Allenatori | Sergio Scariolo |

### Eurolega

#### Regular Season
| Arbitri: | Hierrezuelo Viator Šul'ga |

|                 |            |                     |
| Hairston 25     | Punti      | 23 Eliyahu          |
| Hairston 6      | Assist     | 2 Pnini, Papaloukas |
| Mpourousīs 10   | Rimbalzi   | 8 Eliyahu           |
| Sergio Scariolo | Allenatori | David Blatt         |

| Arbitri: | Carl Jungebrand Oļegs Latiševs Luís Lopes |

|                    |            |                 |
| Carroll 21         | Punti      | 24 Nicholas     |
| Llull, Fernández 4 | Assist     | 5 Cook          |
| Begić, Reyes 7     | Rimbalzi   | 6 Cook          |
| Pablo Laso         | Allenatori | Sergio Scariolo |

| Arbitri: | José Martín Spiros Gkontas Damir Javor |

|                 |            |             |
| Gallinari 12    | Punti      | 16 Barać    |
| Cook 3          | Assist     | 3 Tunçeri   |
| Mpourousīs 10   | Rimbalzi   | 9 İlyasova  |
| Sergio Scariolo | Allenatori | Ufuk Sarıca |

| Arbitri: | Vicente Bultó Fernando Rocha Radomir Vojinović |

|                  |            |                          |
| Mallet 21        | Punti      | 19 Fōtsīs                |
| Hill, Hamilton 3 | Assist     | 6 Cook                   |
| Green 8          | Rimbalzi   | 4 Hairston, Cook, Fōtsīs |
| Giovanni Bozzi   | Allenatori | Sergio Scariolo          |

| Arbitri: | Emilio Pérez Pizarro Jakub Zamojski Anastasios Piloidis |

|                 |            |                 |
| Gallinari 14    | Punti      | 18 Mačvan       |
| Cook 4          | Assist     | 3 Law           |
| Hairston 6      | Rimbalzi   | 11 Mačvan       |
| Sergio Scariolo | Allenatori | Vlada Jovanović |

| Arbitri: | Chrīstos Christodoulou Matej Boltauzer Oliver Krause |

|                          |            |                 |
| Schortsianitīs 28        | Punti      | 24 Gallinari    |
| Ohayon, Farmar 5         | Assist     | 8 Cook          |
| Schortsianitīs, Farmar 6 | Rimbalzi   | 9 Fōtsīs        |
| David Blatt              | Allenatori | Sergio Scariolo |

| Arbitri: | Grzegorz Ziemblicki Milivoje Jovčić Milija Vojinović |

|                 |            |              |
| Gallinari 13    | Punti      | 19 Rodríguez |
| Nicholas 3      | Assist     | 3 Fernández  |
| Mpourousīs 9    | Rimbalzi   | 10 Mirotić   |
| Sergio Scariolo | Allenatori | Pablo Laso   |

| Arbitri: | Ilija Belošević Antonio Condé Panagiotis Anastopoulos |

|             |            |                 |
| Güler 14    | Punti      | 17 Hairston     |
| Tunçeri 6   | Assist     | 6 Cook          |
| Batista 6   | Rimbalzi   | 8 Nicholas      |
| Ufuk Sarıca | Allenatori | Sergio Scariolo |

| Arbitri: | Sreten Radović Juan Carlos García González Oļegs Latiševs |

|                   |            |                    |
| Radošević 17      | Punti      | 12 Riddick, Welsch |
| Giachetti, Cook 7 | Assist     | 3 Hill             |
| Mpourousīs 13     | Rimbalzi   | 8 Hamilton         |
| Sergio Scariolo   | Allenatori | Giovanni Bozzi     |

| Arbitri: | Juan Carlos Arteaga Chrīstos Christodoulou Robert Lottermoser |

|                  |            |                 |
| Milosavljević 14 | Punti      | 18 Hairston     |
| Law 5            | Assist     | 6 Cook          |
| Mačvan 11        | Rimbalzi   | 12 Fōtsīs       |
| Vlada Jovanović  | Allenatori | Sergio Scariolo |

#### Top 16
| Arbitri: | Saša Pukl Roman Ryžyk Petri Mäntylä |

|                             |            |                            |
| Fōtsīs 10                   | Punti      | 12 Logan                   |
| Cook 3                      | Assist     | 4 Kaimakoglou, Diamantidīs |
| Fōtsīs, Mpourousīs, Rocca 6 | Rimbalzi   | 7 Marić                    |
| Sergio Scariolo             | Allenatori | Željko Obradović           |

| Arbitri: | Miguel Pérez Pérez Fernando Rocha Robert Vyklický |

|                  |            |                  |
| Bogdanović 17    | Punti      | 16 Fōtsīs, Rocca |
| Preldžič, Ukić 2 | Assist     | 8 Cook           |
| Türkcan 12       | Rimbalzi   | 11 Rocca         |
| Neven Spahija    | Allenatori | Sergio Scariolo  |

| Arbitri: | José Martin Spiros Gkontas Radomir Vojinović |

|                 |            |                 |
| Domercant 16    | Punti      | 17 Melli        |
| Samojlenko 4    | Assist     | 4 Cook          |
| Verameenka 11   | Rimbalzi   | 7 Mancinelli    |
| Evgenij Pašutin | Allenatori | Sergio Scariolo |

| Arbitri: | Juan Carlos Arteaga Sreten Radović Sergio Silva |

|                 |            |                                 |
| Fōtsīs 16       | Punti      | 11 Jawai, Domercant, Verameenka |
| Cook 7          | Assist     | 3 Samojlenko                    |
| Fōtsīs 6        | Rimbalzi   | 9 Wilkinson                     |
| Sergio Scariolo | Allenatori | Evgenij Pašutin                 |

| Arbitri: | Carl Jungebrand Juan Carlos García González Damir Javor |

|                  |            |                 |
| Diamantidīs 12   | Punti      | 13 Melli        |
| Diamantidīs 3    | Assist     | 12 Cook         |
| Kaimakoglou 12   | Rimbalzi   | 9 Fōtsīs        |
| Željko Obradović | Allenatori | Sergio Scariolo |

| Arbitri: | José Martin Ilija Belošević Milija Vojinović |

|                 |            |               |
| Hairston 27     | Punti      | 15 Preldžič   |
| Cook 8          | Assist     | 5 Preldžič    |
| tre giocatori 5 | Rimbalzi   | 9 Gist        |
| Sergio Scariolo | Allenatori | Neven Spahija |

### Coppa Italia
| Arbitri: | Guerrino Cerebuch Carmelo Lo Guzzo Dino Seghetti |

|                 |            |                    |
| Mpourousīs 14   | Punti      | 23 Koponen         |
| Bremer, Cook 5  | Assist     | 8 Koponen          |
| Mpourousīs 8    | Rimbalzi   | 8 Sanik'idze       |
| Sergio Scariolo | Allenatori | Alessandro Finelli |

| Arbitri: | Fabio Facchini Carmelo Paternicò Enrico Sabetta |

|                     |            |                   |
| Andersen 25         | Punti      | 15 Fōtsīs         |
| quattro giocatori 2 | Assist     | 7 Bremer          |
| Stonerook 9         | Rimbalzi   | 7 Hairston, Rocca |
| Simone Pianigiani   | Allenatori | Sergio Scariolo   |

## Statistiche

### Statistiche di squadra
| Competizione          | G  | V  | P  | Pt   | 2PT  | 3PT  | TL   | Rimbalzi | Rimbalzi | Rimbalzi | Stop | Palle | Palle | Ass  |
| Competizione          | G  | V  | P  | Pt   | 2PT  | 3PT  | TL   | Off      | Dif      | Tot      | Stop | Perse | Rec.  | Ass  |
| --------------------- | -- | -- | -- | ---- | ---- | ---- | ---- | -------- | -------- | -------- | ---- | ----- | ----- | ---- |
| Serie A               | 32 | 22 | 10 | 79.1 | 55.7 | 37.0 | 72.7 | 9.8      | 26.5     | 36.3     | 2.8  | 16.2  | 6.8   | 15.6 |
| Playoff               | 12 | 7  | 5  | 79.7 | 58.9 | 31.8 | 77.4 | 9.6      | 25.6     | 35.2     | 2.4  | 17.4  | 5.9   | 14.8 |
| Euroleague Basketball | 16 | 7  | 9  | 69.8 | 49.5 | 32.3 | 68.7 | 8.1      | 24.4     | 32.5     | 2.4  | 11.8  | 4.4   | 14.0 |
| Coppa Italia          | 2  | 1  | 1  | 73.5 | 48.6 | 35.6 | 87.5 | 12.5     | 25.0     | 37.5     | 0.5  | 16.0  | 11.0  | 14.5 |
| Totale                | 62 | 37 | 25 | 75.5 | 53.1 | 34.1 | 76.5 | 10.0     | 25.3     | 35.3     | 2.0  | 15.3  | 7.0   | 14.7 |

### Statistiche giocatori
Fonte: Campionato, Coppa Italia

Fonte Eurolega
| Giocatore     | Serie A | Serie A | Serie A | Serie A | Playoff | Playoff | Playoff | Playoff | Coppa Italia | Coppa Italia | Coppa Italia | Coppa Italia | Eurolega | Eurolega | Eurolega | Eurolega | Totale | Totale | Totale | Totale |
| Giocatore     | PG      | PTI     | AST     | RIM     | PG      | PTI     | AST     | RIM     | PG           | PTI          | AST          | RIM          | PG       | PTI      | AST      | RIM      | PG     | PTI    | AST    | RIM    |
| ------------- | ------- | ------- | ------- | ------- | ------- | ------- | ------- | ------- | ------------ | ------------ | ------------ | ------------ | -------- | -------- | -------- | -------- | ------ | ------ | ------ | ------ |
| A. Amato      | 0       | 0       | 0       | 0       | -       | -       | -       | -       | -            | -            | -            | -            | -        | -        | -        | -        | 0      | 0      | 0      | 0      |
| A. Bonomi     | 1       | 3       | 0       | 0       | -       | -       | -       | -       | -            | -            | -            | -            | -        | -        | -        | -        | 1      | 3      | 0      | 0      |
| I. Bourousis  | 31      | 372     | 34      | 198     | 12      | 126     | 7       | 53      | 2            | 14           | 0            | 9            | 15       | 135      | 8        | 96       | 60     | 647    | 49     | 356    |
| J.R. Bremer   | 9       | 96      | 29      | 29      | 9       | 55      | 14      | 14      | 2            | 15           | 12           | 7            | 3        | 32       | 7        | 9        | 23     | 198    | 62     | 59     |
| O. Cook       | 32      | 278     | 162     | 92      | 12      | 110     | 52      | 28      | 2            | 16           | 8            | 4            | 16       | 117      | 91       | 38       | 62     | 521    | 313    | 162    |
| J. Dentmon    | -       | -       | -       | -       | 3       | 13      | 4       | 4       | -            | -            | -            | -            | -        | -        | -        | -        | 3      | 13     | 4      | 4      |
| A. Filloy     | 15      | 42      | 5       | 6       | 1       | 0       | 0       | 0       | 0            | 0            | 0            | 0            | 3        | 14       | 1        | 3        | 19     | 56     | 6      | 9      |
| A. Fōtsīs     | 32      | 293     | 24      | 150     | 12      | 82      | 12      | 55      | 2            | 27           | 2            | 12           | 16       | 135      | 14       | 79       | 62     | 537    | 52     | 296    |
| D. Gallinari  | 8       | 87      | 13      | 43      | -       | -       | -       | -       | -            | -            | -            | -            | 7        | 115      | 8        | 31       | 15     | 202    | 21     | 74     |
| A. Gentile    | 22      | 162     | 28      | 84      | 12      | 118     | 24      | 37      | 2            | 17           | 0            | 7            | 7        | 32       | 8        | 13       | 43     | 329    | 60     | 141    |
| J. Giachetti  | 29      | 117     | 28      | 31      | 10      | 25      | 12      | 9       | 1            | 0            | 0            | 0            | 13       | 14       | 15       | 7        | 53     | 156    | 55     | 47     |
| M. Hairston   | 21      | 254     | 44      | 75      | 12      | 166     | 18      | 49      | 2            | 18           | 1            | 8            | 12       | 167      | 18       | 37       | 47     | 605    | 81     | 169    |
| S. Mancinelli | 32      | 300     | 58      | 104     | 12      | 112     | 19      | 41      | 1            | 0            | 1            | 0            | 15       | 91       | 18       | 35       | 60     | 503    | 96     | 180    |
| N. Melli      | 25      | 86      | 11      | 67      | 12      | 56      | 5       | 52      | 2            | 16           | 3            | 9            | 11       | 42       | 2        | 21       | 50     | 200    | 21     | 149    |
| D. Nicholas   | 20      | 165     | 43      | 35      | -       | -       | -       | -       | 2            | 13           | 1            | 5            | 14       | 104      | 24       | 37       | 36     | 282    | 68     | 77     |
| L. Radošević  | 28      | 107     | 4       | 56      | 11      | 54      | 3       | 30      | -            | -            | -            | -            | 14       | 49       | 4        | 18       | 53     | 210    | 11     | 104    |
| M. Re         | 0       | 0       | 0       | 0       | -       | -       | -       | -       | -            | -            | -            | -            | -        | -        | -        | -        | 0      | 0      | 0      | 0      |
| R. Riva       | 1       | 0       | 0       | 0       | -       | -       | -       | -       | -            | -            | -            | -            | -        | -        | -        | -        | 1      | 0      | 0      | 0      |
| R.M. Rocca    | 30      | 162     | 13      | 91      | 12      | 39      | 7       | 22      | 2            | 11           | 1            | 9            | 15       | 64       | 5        | 53       | 59     | 276    | 26     | 175    |
| J. Viggiano   | 3       | 8       | 4       | 2       | -       | -       | -       | -       | -            | -            | -            | -            | 3        | 6        | 1        | 2        | 6      | 14     | 5      | 4      |